# Florometra
Florometra är ett släkte av sjöliljor. Florometra ingår i familjen fjäderhårstjärnor.
Kladogram enligt Catalogue of Life:
| Florometra | \| \| Florometra asperrima \| \| \| \| \| \| Florometra serratissima \| \| \| \| |
|            | \| \| Florometra asperrima \| \| \| \| \| \| Florometra serratissima \| \| \| \| |
|            | Antedon                                                                          |
|            |                                                                                  |
|            | Argyrometra                                                                      |
|            |                                                                                  |
|            | Erythrometra                                                                     |
|            |                                                                                  |
|            | Hathrometra                                                                      |
|            |                                                                                  |
|            | Helenametra                                                                      |
|            |                                                                                  |
|            | Heliometra                                                                       |
|            |                                                                                  |
|            | Hypalometra                                                                      |
|            |                                                                                  |
|            | Leptometra                                                                       |
|            |                                                                                  |
|            | Nanometra                                                                        |
|            |                                                                                  |
|            | Psathyrometra                                                                    |
|            |                                                                                  |
|            | Retiometra                                                                       |
|            |                                                                                  |
|            | Stylometra                                                                       |
|            |                                                                                  |
|            | Thaumatometra                                                                    |
|            |                                                                                  |
|            | Tonrometra                                                                       |
|            |                                                                                  |
|            | Florometra asperrima                                                             |
|            |                                                                                  |
|            | Florometra serratissima                                                          |
|            |                                                                                  |

|  | Florometra asperrima    |
|  |                         |
|  | Florometra serratissima |
|  |                         |

## Bildgalleri

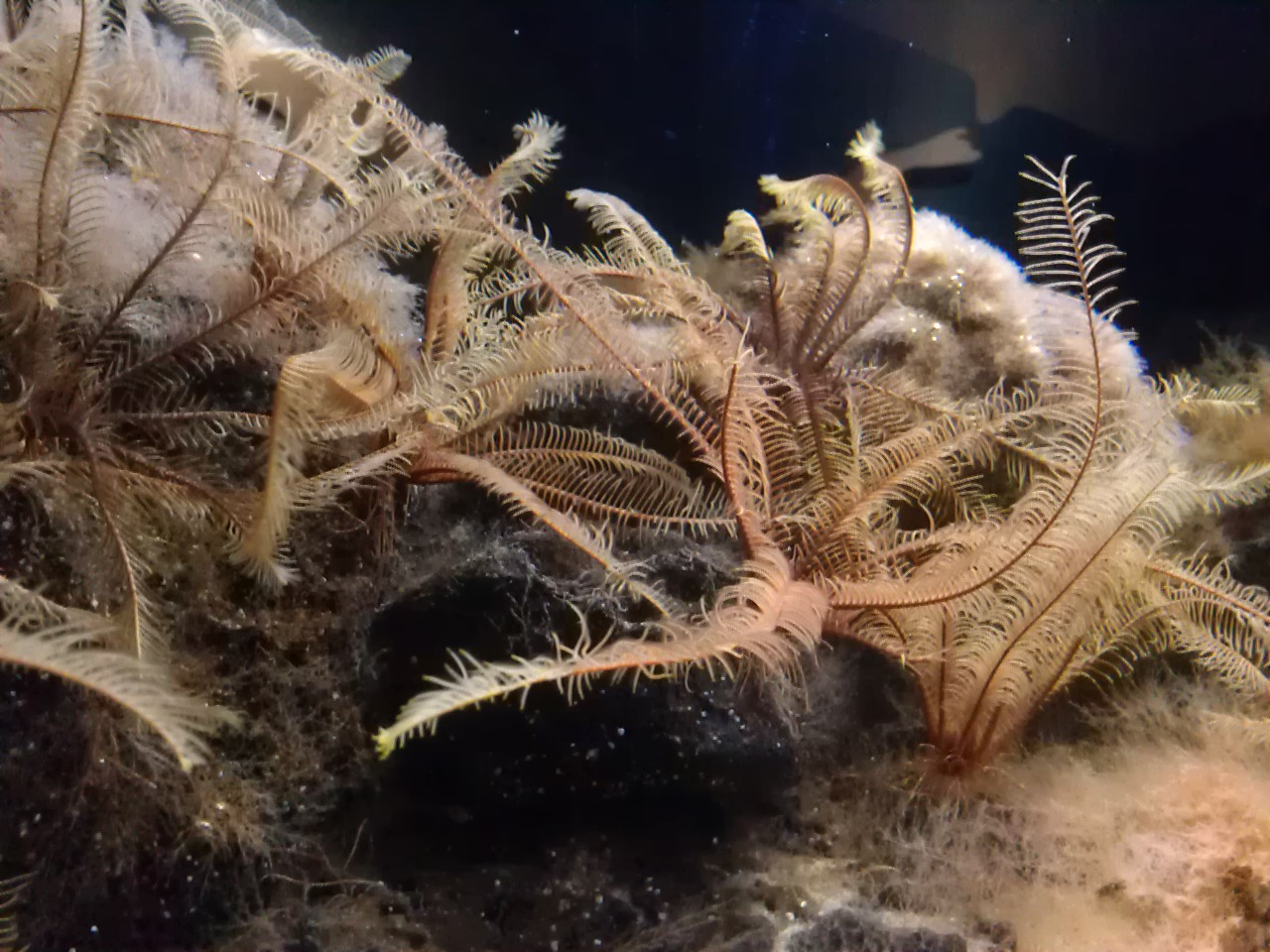
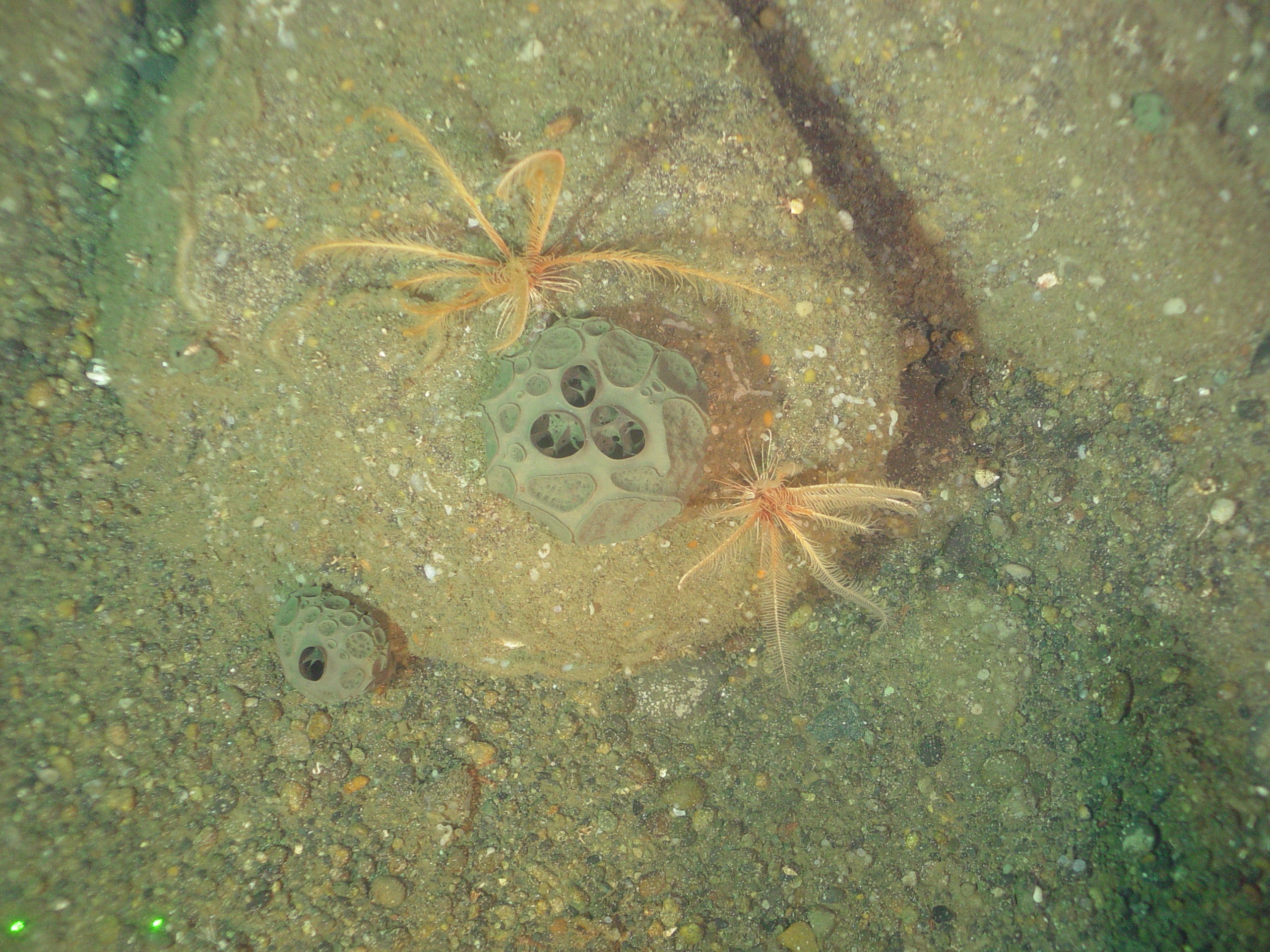
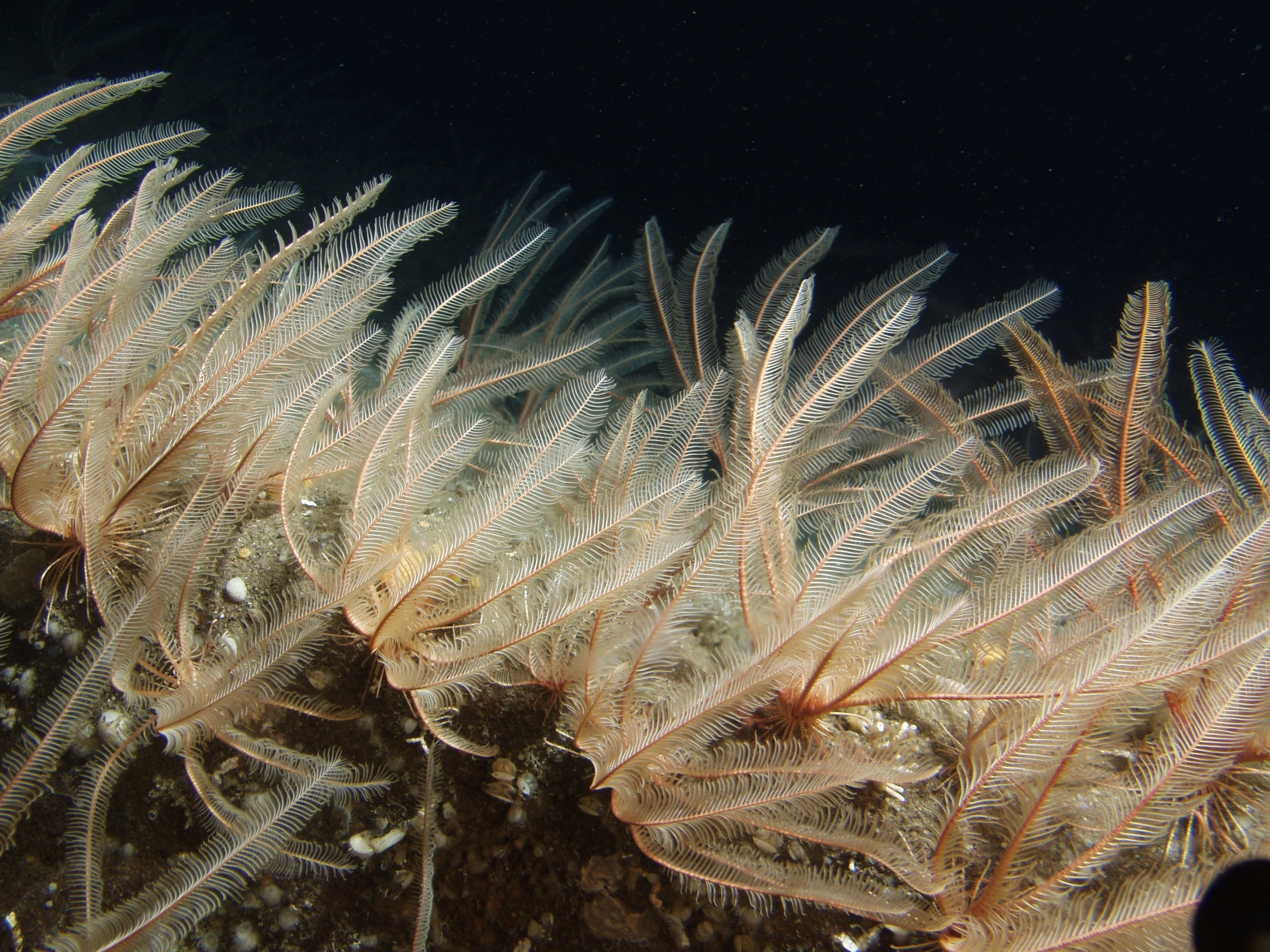